# Хотелијерство
Хотелијерство се дефинише као интегрални део угоститељске делатности који првенствено обезбеђује задовољење потреба потрошача у смештају, а затим у исхрани и пићу и другим услугама које побољшавају садржај боравка у хотелијерским објектима и одговарају захтевима тражње.

## Етимологија
Изводи се из латинских хоспес,што значи "домаћин","гост" или "странац".Хоспес је фомиран од хостиса, што значи "странац" или "непријатељ". Према метонимији, латинска реч ′болница′ значи гостињска кућа, гостионица. Хоспес/хостис је корен за енглеске речи хост, гостопримство, хостел и хотел.

## Настанак и развој хотелијерства

### Персија
Први угоститељски објекти за смештај појављују се у Персији, на Иранској висоравни. Били су то караван-сараји и ханови. Ханови су подизани на путевима поред места где је било питке воде. Главни корисници услуга смештаја, исхране и пића у овим објектима су били трговци, који су у тим древним временима били спона између старе Индије и античких народа јужне Европе..

### Античка Грчка
У старој Грчкој од домаћина се очекивало да се побрине да се задовоље потребе његових гостију. У грчком друштву способност особе да се придржава закона гостољубивости одређује племенитост и друштвени положај. У најстаријој европској цивилизацији, постојали су посебни угоститељски објекти-ксенодохије, који су се истицали високим степеном хигијене и комфора, а били су намењени углавном странцима. У карактеристичне објекте ове врсте могу се убројити лесхе, пандокеје, катагоније и катализеје. .

### Римска империја
У време Римске империје, када су изграђени први путеви и основни градови, трговци и други богати путници су путовали у различите делове земље. Ископине Херкуланума и Помпеје показују, да у том поднебљу, пре више од две хиљаде година било различитих угоститељских објеката. На римским путевима прво су се појавила једноставна коначишта, где се могло само преноћити, док су храну и пиће путници носили са собом. Касније су уз ова коначишта дограђиване посебне просторије у којима су се могли добити храна и пиће. Уз њих су се потом појавиле и коњушнице. Ови угоститељски објекти имали су различите називе, као:mansio,diversorium,stabulum. Од осталих објеката треба поменути још tabernae(гостионице за морнаре и трговце),stationes(преноћишта на поштанским станицама) и palatiae(намењене високим царским или страним амбасадорима).Б

### Средњи век
Иако се средњи век назива мрачним периодом Европе, јер је религија сурово прогонила јеретичка учења и самим тим успоравала друштвено-економски и културни развој,први хотелпочиње да ради управо у то доба. Био је то "Rouneu hotel Couronne"изграђен у Руану, Француској 1345. године. Овај хотел је имао симболично значење за стварни развој хотелијерства, јер се хотели развијају тек у XVIII веку. У Швајцарској су први хотелски објекти изграђени у Бадену ко Цириха у виду тзв.бањских павиљона. У Италији први објекат хотелског типа изграђен је у Падови 1450. године.

### XIX век
У деветнаестом веку долази до бројних иновација које су увелико утицале на даљи раст и развој хотелијерства. Појава и развој железнице(1825. године)и организована путовања дубоко су се одразили на врсту и квантитет путничких услуга. Железница је брзо потисла компликовану мрежу служби поштанских кочија, па су до средине XIX века оне као превозно средство нестале са путева. Успутне гостионице постале су жртва развоја железнице исто као и поштанска кочија. Власници поштанских кочија су се прилагодили железници тако што су нудили услуге превоза у оквиру локалног саобраћаја. Исто тако су се прилагодили и хотели, јер је велики обим путовања које је обезбеђивала железница проузроковао повећање захтева за смештај путника.
Прерастање великих европских градова као што су Лондон, Париз, Беч и други у светске центре моћи и трговине, са своје стране, допринело је и развоју хотелијерства. Хотели постају врло луксузни објекти и разврставају се у категорије. Овај период у развоју хотелијерства остао је запамћен и по појави Цезара Рица, „краља хотелијера“ и „хотелијера краљева“. У својој најранијој младости Риц постаје директор тада најпознатијег и најлуксузнијег швајцарског хотела“Nasional”Он је такође чувен по максими коју је прокламовао:„Гост је увек у праву“.
За период владавине краља Едварда VII, сина краљице Викторије, карактеристично је луксузно хотелијерство. Виша и средња класа које су уживале у удобном животу и изобиљу захтевале су висок стил и комфор хотела. У Ници, као „звезди“Азурне обале временом је израстао низ великих приобалних хотела у чувеној улици-шеталишту(Енглеско шеталиште).

## Хотелијерство као услужна привредна делатност
Хотелијерство као сложена привредна делатност је усмерена на задовољење друштвених потреба у смештају, исхрани и пићу на угоститељски начин, специфичних потреба резидената, пословних људи и туриста и остварење добити хотела.
Ближе појашњење наведеног одређења хотелијерства указује на следеће закључке:
- хотелијерство задовољава друштвене потребе људи у угоститељским услугама;
- хотелијерство задовољава специфичне потребе:резидената, тј. домаћег становништва(организовање венчања, разних годишњица, коктела),

пословних људи(канцеларијске и вишејезичне секретарске услуге, телекс и телефакс, фото-копирање и др.) и туриста(коришћење спортских терена, дворана, базена и др.);
- хотелијерство је услужна делатност, јер припада терцијарном сектору привреде;
- хотелијерство је сложена делатност, јер се испољава у обухватању послова:производног карактера(припремање топлих и хладних јела)

услужног карактера(послуживање посластица и пецива)
организационог карактера(организовање скупова)
трговинског карактера(продаја сувенира)
рекреативно-здравственог карактера(коришћење теретана и др.) и
- задовољење потреба у смештају, исхрани и пићу на угоститељски начин подразумева да се при њиховом извршавању користи посебна техника хотелијерског, односно ресторанског пословања.[8] Мисија хотелијерства није само у томе да у својим објектима понуди смештај, исхрану и пиће у одређеном квантитету и квалитету, већ да понуди и гостопримство.[9]

## Значај хотелијерства за развој туризма
Хотелијерска делатност постала је основни привредни чинилац туристичке понуде. Своју улогу у развоју туризма хотелијерство остварује и у неразвијеним, а туристички атрактивним подручјима. Изградњом смештајних и услужних капацитета хотелијерство утиче на повећање запослености домицилног становништва, а потрошњом роба других делатности с тог подручја ствара додатно тржиште и тиме подстиче њихов раст и развој. У последњим деценијама хотелијерство доприноси развоју туризма, али истовремено туризам има повратно дејство на развој самог хотелијерства.
У функционалном смислу међузависност се испољава тиме што је хотелијерство један од основних носилаца и остварења туристичког боравка, док је туризам подстицајни чинилац искоришћења хотелијерских капацитета, раста и развоја хотелијерства у целини.
У економском смислу међузависност се испољава тиме што се хотелијерство јавља као елеменат туристичке понуде, те обимом асортимана и квалитетом хотелијерских услуга и производа повратно утиче на обим и структуру туристичке тражње. Истовремено, туристичка тражња условљава развој хотелијерства формирањем одређеног нивоа тражње за хотелијерским услугама и производима, односно повећањем његових прихода.